# مجوهرات (رواية)
مجوهرات هي إحدى روايات الروائية الأمريكية دانيال ستيل (بالإنجليزية Jewels) وهي من الروايات.

## نبذة قصيرة
تدور أحداث الرواية عن ذكريات عجوز في الخامسة والسبعين من عمرها حيث تتذكر رحلتها من أمريكا إلى أوروبا مع والديها بعد زواج فاشل دام لمدة سنة واحدة وتعرفها هناك على دوق بريطاني يتخلى عن حقه البعيد في التاج ويجعلها دوقته. يقيمان في الثلاثينيات في قصر بفرنسا وبعد قيام الحرب يذهب الزوج للمشاركة ويستولى الالمان على قصرهما وتحاول هي النجاة بطفليها في ذلك الوقت إلى ان تلتقي بزوجها مرة أخرى بعد انتهاء الحرب ويبدئان عملا عائليا وهو تجارة المجوهرات